# Morum dennisoni
Morum dennisoni är en snäckart som först beskrevs av Reeve 1842.  Morum dennisoni ingår i släktet Morum och familjen Harpidae. Inga underarter finns listade i Catalogue of Life.